# 疫境同行
疫境同行是星夢娛樂發行推出的一首粵語歌曲宣傳片，作詞者為楊熙，原曲來自於盧冠廷《陪着你走》，該歌曲由香港律師會發起，並由星夢娛樂旗下歌手演唱，於2020年3月8日透過網絡及電視平台推出。

## 緣由
2019冠狀病毒病於全球肆虐，香港也不例外。不少演藝界人士就著本次疫情出謀獻策，當中電視廣播有限公司除了派出旗下藝員到全港各處派發防疫物品外，亦在香港律師會的支持下，透過子公司星夢娛樂十餘位歌手，包括菊梓喬、胡鴻鈞、周柏豪、吳若希、譚嘉儀、鄭俊弘、谷婭溦、連詩雅、林穎彤、伍富橋、戴祖儀、劉子碩、謝東閔、古家峯、林師傑等，利用歌曲為香港市民與醫護人員打氣。

## 大事紀
- 2020年3月3日：宣佈製作本曲[3][4]，並進行拍攝活動[5]。
- 2020年3月8日：本曲的音樂影片於網絡平台YouTube正式發佈[6]。

## 歌曲特色
本曲以盧冠廷的歌曲《陪着你走》為藍本，並由楊熙重新編寫歌詞以配合對抗2019冠狀病毒病之創作背景；而音樂影片亦包含了在2020年2至3月間，香港市民對抗疫情的片段，包括大批市民排隊購買口罩等防疫物資、醫護人員的工作等，彰顯在疫情之下，各行各業人士盡己所能，共同保障市民的健康。

## 電視播放
此歌曲現時除透過網絡平台公開外，亦於無綫電視旗下免費電視頻道以「宣傳片」形式播出，部分以刪減版播出，即將歌曲MV裁剪至僅1分鐘或更短。

## 各界反應
此歌曲甫出，便得到一些樂迷支持。有樂迷認為，音樂影片製作感人，亦感謝一群歌手的貢獻，深信疫情能早日完結。
亦有人士擔心香港律師會的高層人士參與此歌曲的創作，會否引起該會「被代表」的問題之餘，亦有損害事務律師專業與獨立形象之嫌。

## 外部連結
- YouTube上的疫境同行宣傳片